# فهرست حساب‌های تیک‌تاک با بیشترین دنبال‌کننده

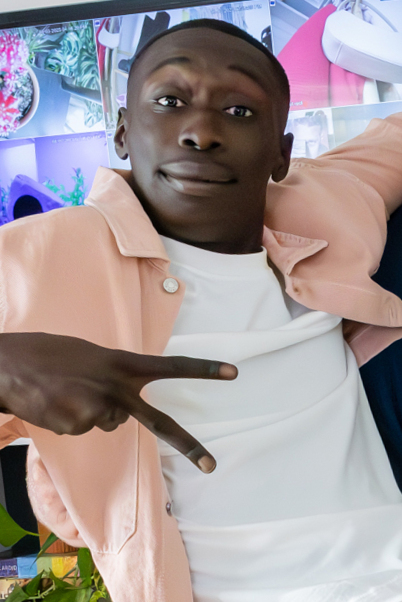
خابی لیم بیشترین دنبال‌کننده را در تیک‌تاک دارد.

این فهرستی از ۲۰ حساب برتر با بیشترین تعداد دنبال‌کننده در شبکه اجتماعی تیک‌تاک است که در سال ۲۰۱۸ با موزیکال لی ادغام شد. بیشترین دنبال‌کننده را در این بستر خابی لِیم با بیش از ۱۶۰ میلیون دنبال‌کننده دارد. او در ۲۲ ژوئن ۲۰۲۲ از پر دنبال‌کننده‌ترین حساب قبلی، چارلی دی‌آملیو، پیشی گرفت.

## حساب‌های برتر
جدول زیر ۲۰ اکانت پرطرفدار در تیک‌تاک را فهرست می‌کند. همچنین توضیحی دربارهٔ هر حساب و کشور مبدأ آن‌ها ارائه شده‌است.
| رتبه                    | نام کاربری           | صاحب حساب           | دنبال‌کننده‌ها (میلیون) | پسندها (میلیارد) | توضیحات                                          | کشور                          | حساب تجاری |
| ----------------------- | -------------------- | ------------------- | --------------------- | ---------------- | ------------------------------------------------ | ----------------------------- | ---------- |
| ۱                       | @khaby.lame          | خابی لِیم            | ۱۶۱٫۶                 | ۲٫۴              | شخصیت رسانه‌های اجتماعی                           | ایتالیا · سنگال               |            |
| ۲                       | @charlidamelio       | چارلی دی‌آملیو       | ۱۵۱٫۷                 | ۱۱٫۵             | شخصیت رسانه‌های اجتماعی                           | ایالات متحده آمریکا           |            |
| ۳                       | @bellapoarch         | بلا پورچ            | ۹۳٫۹                  | ۲٫۳              | خواننده و شخصیت رسانه‌های اجتماعی                 | فیلیپین · ایالات متحده آمریکا |            |
| ۴                       | @mrbeast             | مستربیست            | ۹۲٫۷                  | ۰٫۹              | شخصیت رسانه‌های اجتماعی                           | ایالات متحده آمریکا           |            |
| ۵                       | @addisonre           | ادیسون ری           | ۸۸٫۷                  | ۵٫۸              | شخصیت رسانه‌های اجتماعی و رقصنده                  | ایالات متحده آمریکا           |            |
| ۶                       | @kimberly.loaiza     | کیمبرلی لوآیزا      | ۸۰٫۶                  | ۵٫۱              | خواننده و شخصیت رسانه‌های اجتماعی                 | مکزیک                         |            |
| ۷                       | @zachking            | زک کینگ             | ۸۰٫۶                  | ۱٫۱              | شخصیت رسانه‌های اجتماعی                           | ایالات متحده آمریکا           |            |
| ۸                       | @tiktok              | تیک‌تاک              | ۷۷٫۷                  | ۰٫۳              | شبکه رسانه‌های اجتماعی                            | چین                           | ✔          |
| ۹                       | @cznburak            | بوراک اوزدمیر       | ۷۴٫۵                  | ۱٫۵              | شخصیت رسانه‌های اجتماعی                           | ترکیه                         |            |
| ۱۰                      | @willsmith           | ویل اسمیت           | ۷۴٫۰                  | ۰٫۵              | بازیگر و تهیه‌کننده فیلم                          | ایالات متحده آمریکا           |            |
| ۱۱                      | @therock             | د راک               | ۷۴٫۰                  | ۰٫۵              | بازیگر و کشتی‌گیر سابق                            | ایالات متحده آمریکا           |            |
| ۱۲                      | @domelipa            | دومینیک لیپا        | ۷۱٫۸                  | ۴٫۵              | شخصیت رسانه‌های اجتماعی                           | مکزیک                         |            |
| ۱۳                      | @bts_official_bighit | بی‌تی‌اس              | ۶۳٫۹                  | ۱٫۳              | گروه                                             | کره جنوبی                     |            |
| ۱۴                      | @selenagomez         | سلنا گومز           | ۵۹٫۱                  | ۰٫۶              | خواننده، بازیگر و شخصیت رسانه‌های اجتماعی         | ایالات متحده آمریکا           |            |
| ۱۵                      | @jasonderulo         | جیسون درولو         | ۵۸٫۱                  | ۱٫۳              | خواننده، ترانه‌سرا و رقصنده                       | ایالات متحده آمریکا           |            |
| ۱۶                      | @dixiedamelio        | دیکسی دی‌آملیو       | ۵۶٫۶                  | ۳٫۳              | خواننده و شخصیت رسانه‌های اجتماعی                 | ایالات متحده آمریکا           |            |
| ۱۷                      | @ox_zung             | وون جونگ            | ۵۵٫۴                  | ۱٫۷              | شخصیت رسانه‌های اجتماعی                           | کره جنوبی                     |            |
| ۱۸                      | @spencerx            | اسپنسر پولانکو نایت | ۵۵٫۰                  | ۱٫۳              | بیت‌باکس‌زن و شخصیت رسانه‌های اجتماعی               | ایالات متحده آمریکا           |            |
| ۱۹                      | @kyliejenner         | کایلی جنر           | ۵۴٫۷                  | ۱٫۳              | مدل                                              | ایالات متحده آمریکا           |            |
| ۲۰                      | @lorengray           | لورن گری            | ۵۴٫۰                  | ۳٫۰              | خواننده، رقصنده، بازیگر و شخصیت رسانه‌های اجتماعی | ایالات متحده آمریکا           |            |
| تا تاریخ ۱۵ ژانویه ۲۰۲۴ |                      |                     |                       |                  |                                                  |                               |            |